# Jacobus Van der Lynde
Jacobus van der Lynde (Koolkerke, 1760 - Lissewege, 18 april 1813) werd de eerste burgemeester van Lissewege in de Franse tijd.

## Burgemeester
Jacques Louis Joseph Van der Lynde was burgemeester vanaf einde juni 1800. Hij bleef het tot aan zijn dood. Hij werd waarschijnlijk korte tijd voordien ziek, want vanaf 11 maart 1813 werden de akten van de burgerlijke stand ondertekend door de adjunct Pieter Pockelé.
Begin juni 1813 was Franciscus Schouteeten zijn opvolger.